# 1987年ドイツ連邦議会選挙
1987年ドイツ連邦議会選挙（1987ねん ドイツ れんぽうぎかい せんきょ、ドイツ語: Bundestagswahl 1987）は、ドイツ連邦共和国（当時西ドイツ）の下院に該当する連邦議会（Deutscher Bundestag）の議員を選出するため1987年1月に行われた選挙である。

## 選挙データ
- 首相：ヘルムート・コール
- 連邦議会定数：496議席・・・選挙毎に生じる超過議席のため変動あり（表決権がない西ベルリン選出の22議席を除く）
- 選挙制度：小選挙区比例代表併用制（小選挙区248議席）
  - 全体の議席は、第2投票（政党への投票）の得票に基づいて比例配分される。ただし、少数政党の乱立を防止する観点から、①全国集計で有効投票5％以上を獲得、②第1投票（候補者への投票、最多得票を得た候補が当選）で3人以上の当選を出した。いずれかの要件を満たした政党にのみ配分されるようになっている（5％3人条項）。選挙区議席が比例配分議席を上回った場合は、超過議席となる。

## 選挙結果
- 投票日：1987年1月25日
- 有権者数：45,327,982名
- 投票率：84.3％
- 投票者数：38,225,294名
- 有効票数：37,867,319票（第2投票）

| 党派                                  | 党派                       | 候補者投票 | 候補者投票 | 政党投票   | 政党投票 | 議席     | 議席       |
| 党派                                  | 党派                       | 得票数     | ％         | 得票数     | ％       | 全体議席 | （選挙区） |
| ------------------------------------- | -------------------------- | ---------- | ---------- | ---------- | -------- | -------- | ---------- |
| キリスト教 民主・社会同盟 （CDU/CSU） | キリスト教民主同盟 （CDU） | 14,168,527 | 37.5       | 13,045,745 | 34.5     | 174      | 124        |
| キリスト教 民主・社会同盟 （CDU/CSU） | キリスト教社会同盟 （CSU） | 3,859,244  | 10.2       | 3,715,827  | 9.8      | 49       | 45         |
| 社会民主党 （SPD）                    | 社会民主党 （SPD）         | 14,787,953 | 39.2       | 14,025,763 | 37.0     | 186      | 79         |
| 自由民主党 （FDP）                    | 自由民主党 （FDP）         | 1,760,496  | 4.7        | 3,440,911  | 9.1      | 46       | 0          |
| 緑の党 （GRÜNE）                      | 緑の党 （GRÜNE）           | 2,649,459  | 7.0        | 3,126,256  | 8.3      | 42       | 0          |
| 合計                                  | 合計                       | 合計       | 合計       | 合計       | 合計     | 497      | 248        |